# Прапори Азії
Це список міжнародних, національних і субнаціональних прапорів, які використовуються в Азії. До списку входять 11 прапорів міжнародних організацій, 49 прапорів держав, 6 прапорів невизнаних держав та 66 прапорів регіонів, автономних і залежних територій.

## Наднаціональні і міжнародні прапори
| Прапор      | Затверджений | Організація                                                  | Опис |
| ----------- | ------------ | ------------------------------------------------------------ | --- |
|             | 1997 –       | Прапор Асоціації держав Південно-Східної Азії                | У центрі прапора на синьому тлі розташовано десять рисових стебел в червоному колі. Стебла символізують десять країн-членів організації АСЕАН. Пропорції прапору: 2:3. |
|             | 1955 –       | Прапор Європейського Союзу                                   | Коло з 12 золотих п'ятипроменевих зірок, розташованих на синьому полі. |
|             | 1945 –       | Прапор Ліги арабських держав                                 | Прапор являє собою зелене полотнище з печаткою Ліги арабських держав в центрі. Двадцять ланок у загальному ланцюзі представляють двадцять членів Ліги на час прийняття прапора. Пропорції прапора: 2:3 або 1:3. |
|             | 1953 –       | Прапор НАТО                                                  | Прямокутне полотнище синього кольору, в центрі якого зображена біла зірка з чотирма променями (роза вітрів) та білими лініями, які розбігаються від неї. |
|             | 1981 –       | Прапор Організації Ісламська конференція                     | Прапор являє собою зелене полотнище, у центрі якого знаходиться червоний півмісяць на білому диску, звернений угору. На диску — слова «Аллах акбар», написані арабською в'яззю. |
|             | 1960 –       | Прапор ОПЕК                                                  | Прапор складається з білого логотипу ОПЕК на блакитному тлі. |
|             | 1981 –       | Прапор Ради співробітництва арабських держав Перської затоки | Прапор являє собою зелене полотнище, у центрі якого знаходиться логотип організації. |
|             | 1991 –       | Прапор СНД                                                   | Прапор Співдружності Незалежних Держав є символом Співдружності Незалежних Держав і являє собою прямокутне полотнище синього кольору, в центрі якого зображено фігуру білого кольору з вертикальних смуг, які переходять у верхній частині симетрично вправо і вліво в концентричні кільцеподібні елементи. Останні розширюються догори і закруглені, їх довжина і ширина зменшуються від центру симетрії до периферії. У верхній частині композиції зображено золотий круг, що охоплюється кільцеподібними елементами. |
|             | 1976 –       | Прапор Співдружності націй                                   | Прапор являє собою синє полотнище, в центрі якого розміщений золотистий символ Співдружності — буква «С». |
|             |              | Прапор Співтовариства португаломовних країн                  | Прапор має синє коло, розділене на вісім рівних променів хвилястої форми (країни-члени СПК), розміщене в центрі прапору на білому полі. В центрі великого кола знаходиться менше коло, яке символізує співдружність. |
|             |              | Прапор Франкофонії                                           | Прапор являє собою біле полотнище, в центрі якого розміщене коло, складене з п'яти сегментів червоного, синього, жовтого, зеленого і фіолетового кольорів, які символізують п'ять континентів. |
| Romani flag | 1971 –       | Прапор Циган                                                 | Прапор розділений на два поля — синє (верх) і зелене (низ), що символізують небо і землю відповідно. У центрі прапора знаходиться червона чакра (колесо), що символізує індоарійське походження циганського народу. |

## Прапори держав
| Прапор | Затверджений       | Використання              | Опис |
| ------ | ------------------ | ------------------------- | --- |
|        | 1918 — 1922 1991 — | Прапор Азербайджану       | Спочатку прийнятий в 1918 році, як прапор Азербайджанської Демократичної Республіки, був офіційно прийнятий знову в 1991 році, після здобуття Азербайджаном незалежності. Прапор Азербайджану складається з трьох рівних горизонтальних смуг синього, червоного і зеленого кольорів, з білими півмісяцем і восьмикінечною зіркою, розташованих в центрі червоної смуги. Блакитна смуга означає тюркську спадщину, червона — прогрес і культуру, а зелена — іслам. |
|        | 1930 — 1973 2004 — | Прапор Афганістану        | На полотнищі прапора три вертикальні смуги, де чорний колір — це колір історичних і релігійних прапорів, червоний — колір верховної влади короля і символ боротьби за свободу, а зелений — колір надії і успіху в справах. Центральним елементом герба є мечеть з міхрабом та мінбар, над якою написана шахада. Вінок з колосків символізує сільське господарство та єдність. Пропорції прапору: 2:3 |
|        | 1972 —             | Прапор Бангладеш          | Прапор має пропорції 10:6. Являє собою червоний диск на зеленому фоні. Диск розташований майже у центрі прапора. Зелений колір на прапорі символізує іслам, червоний круг — сонце, як символ незалежності. |
|        | 1972 —             | Прапор Бахрейну           | Прапор Бахрейну — полотно червоного кольору з білою стрічкою, обмеженою з правого боку зигзагом. Пропорція прапора становить 3:5. |
|        | 1959 —             | Прапор Брунею             | Прапор являє собою жовте полотнище з біло-чорним перев'язом, у центрі якого знаходиться Герб Брунею. |
|        | 1972 —             | Прапор Бутану             | Прапор розділений по діагоналі на два трикутники. Верхній трикутник помаранчевий, нижній — червоний. у центрі прапора зображений друк (білий дракон. Білий дракон на прапорі символізує місцеву назву Бутану — Земля Драконів. Він тримає у руках дорогоцінні камені, які символізують багатство. Жовтий колір символізує теократичну монархію, а помаранчевий — буддистську релігію. |
|        | 1955 —             | Прапор В'єтнаму           | Прапор являє собою червоне полотнище з жовтою п'ятипроменевою зіркою в центрі. Червоний колір на прапорі символізує комуністичний інтернаціонал, жовта зірка — єдність всього робітничого класу. |
|        | 1918 — 1922 1991 — | Прапор Вірменії           | Прапор являє собою полотнище з трьох рівних горизонтальних смуг: верхньої — червоного, середньої — синього і нижньої — помаранчевого кольору. Вперше було піднято в 1918 році як прапор Республіки Вірменії. |
|        | 2004 —             | Прапор Грузії             | Цей прапор складається з п'яти червоних хрестів — одного Георгіївського, розташованого в центрі, і чотирьох Болніссько-Кацхских хрестів у чотирьох квадрантах. Був прийнятий у 2004 році парламентом Грузії, ставши заміною прапору Демократичної Республіки Грузія, що існувала в кінці 20-х років XX століття. |
|        | 1984 —             | Прапор Єгипту             | Прапор складається з трьох рівних горизонтальних смуг: червоної (зверху), білої і чорної. У центрі білої смуги зображена національна емблема (щит, на якому зображений золотий орел, який тримає сувій з назвою країни арабською мовою). Пропорції прапору: 2:3. |
|        | 1990 —             | Прапор Ємену              | Прапор являє собою прямокутне полотнище, яке складається з трьох рівних горизонтальних смуг: верхньої — червоного, середньої — білого і нижньої — чорного кольорів. Пропорції прапору: 2:3. |
|        | 1948 —             | Прапор Ізраїлю            | Прапор являє собою біле прямокутне полотнище з двома горизонтальними синіми смугами по краях і Зіркою Давида в центрі. Пропорції прапору: 8:11. |
|        | 1947 —             | Прапор Індії              | Прапор складається з трьох горизонтальних смуг рівної ширини: помаранчевого кольору зверху, білого — посередині і зеленого — унизу. В центрі знаходиться синє зображення Чакри Ашоки. Діаметр чакри на прапорі має бути 3/4 ширини смуги. Співвідношення ширини до довжини прапора 2:3. |
|        | 1945 —             | Прапор Індонезії          | Прапор складається з двох рівнозначних горизонтальних смуг червоного та білого кольорів. Червоний колір означає мужність та людське тіло, білий — душу людини. Разом вони символізують людину в цілому. |
|        | 2008 —             | Прапор Іраку              | Являє собою прямокутне полотнище з трьох рівновеликих горизонтальних смуг: верхньої — червоної, середньої — білої й нижньої — чорної. На білій смузі зеленим кольором написано «Бог великий» (Аллах акбар). Відношення ширини прапора до його довжини: 2:3. |
|        | 1980 —             | Прапор Ірану              | Прапор складається з трьох однакових за розміром стрічок: зеленої, білої та червоної. Зелений колір символізує родючість, порядок та радість, білий — мир, червоний — мужність та пролиту на війні кров. У центрі символічно зображено слово «Аллах», яке складається з чотирьох півмісяців з мечем посередині. Крім цього у зелену та червону стрічки 22 рази вписаний вираз «Аллах Акбар» (Бог великий). Це посилання на Ісламську революцію. |
|        | 1928 —             | Прапор Йорданії           | Прапор складається з трьох однакових стрічок: чорна зверху, посередині біла, а внизу зелена. Зліва на прапорі розташований червоний трикутник у якому розміщена біла семипроменева зірка. Горизонтальні стрічки на прапорі символізують три халіфати: Аббасидів, Омеядів та Фатімідів. Червоний трикутник символізує правлячу династію Хашімітів та арабський спротив проти загарбників. У семипроменевої зірки подвійне значення: вона символізує суру Корану, а також єднання арабських кланів. |
|        | 1992 —             | Прапор Казахстану         | Прийнятий 4 червня 1992 року. Являє собою прямокутне полотнище блакитного кольору із зображенням в його центрі сонця з 32 променями, під яким — ширяючий орел. Біля древка — вертикальна смуга з національним орнаментом. Зображення сонця з променями, орла і вертикальної смуги з національним орнаментом — золотого кольору. |
|        | 1948 — 1970 1993 — | Прапор Камбоджі           | Прапор являє собою полотнище з трьома різновеликими горизонтальними смугами синього і червоного кольорів. Смуги розташовані таким чином: угорі синя (1/4 ширини прапора), далі червона (1/2), нижче — синя (1/4 ширини прапора). На червоній смузі розміщено зображення Храму Ангкор-Ват білого кольору. Синій колір прапора символізує монархічну владу, червоний — народ, білий — релігію (буддизм і брахманізм). Храм Ангкор-Ват уособлює Всесвіт, вищу божественну силу і водночас королівську владу. Таким чином, центральний символ прапора означає тріаду — «Релігія-Нація-Король».                                                                                                 |
|        | 1971 —             | Прапор Катару             | Прапор являє собою прямокутне полотнище, поділене на дві частини білого та бордового кольорів. Частини розділені між собою дев'ятьма трикутниками, які утворюють зигзаг. Білий колір символізує міжнародне визнання та мир. Бордовий колір символізує кров пролиту за незалежність країни. Пропорції прапору: 11:28. Він є найбільш довгим і вузьким прапором серед прапорів незалежних країн. |
|        | 1992 —             | Прапор Киргизстану        | Прапор являє собою полотнище червоного кольору, у центрі якого розміщений сонячний диск із сорока променями золотавого кольору. Усередині сонячного диска червоним кольором зображений тюндюк киргизької юрти. Пропорції прапору: 3:5. |
|        | 1960 —             | Прапор Кіпру              | Прапор був офіційно прийнятий 16 серпня 1960. Острів зображений на прапорі в мідному кольорі, так як назва Кіпру має коріння в шумерському слові мідь («zubar») через великі родовища міді, знайдені на острові. Пересічені зелені оливкові гілки символізують надію на мир між турками і греками. Прапор був розроблений художником Ісметом Гюней, турком-кіпріотом за національністю. |
|        | 1949 —             | Прапор КНР                | Прапор являє собою червоне полотнище, у лівому верхньому куті якого розташовано велику золоту п'ятипроменеву зірку та дугу з чотирьох менших зірок. Малі зірки втричі менші за велику зірку. Червоний колір прапора символізує революцію, комунізм. Велика п'ятипроменева жовта зірка у лівому верхньому куті — Комуністичну партію Китаю, а дуга з чотирьох малих зірок — чотири класи населення: робочих, селян, інтелігенцію та «патріотичну буржуазію». Пропорції прапору: 1:3. |
|        | 1961 —             | Прапор Кувейту            | Прапор складається з трьох горизонтальних стрічок однакового розміру: зелена зверху, біла посередині та червона знизу. Від основи прапора йде трапеція чорного кольору, яка займає 1/3 ширини прапора. Білий колір символізує працьовитість, чорний — поля битв, зелений — луки, червоний — кров, пролита під час боротьби з ворогами. Пропорції прапору: 2:3. |
|        | 1975 —             | Прапор Лаосу              | Прапор складається з трьох горизонтальних смуг: блакитної (1/2 висоти прапора) у центрі, червоні (1/4 висоти прапора) — по краях. У центрі прапора знаходиться білий диск, що символізує повний місяць над рікою Меконг. Пропорції прапору: 2:3. |
|        | 1943 —             | Прапор Лівану             | Прапор складається з трьох горизонтальних смуг: білої у центрі та червоних — по краях. У центрі прапора на білій смузі поміщено зображення кедра зеленого кольору. Пропорції прапору: 2:3. |
|        | 1963 —             | Прапор Малайзії           | Прапор являє собою полотнище з сімома червоними і сімома білими горизонтальними смугами. У лівому верхньому кутку розташований кантон темно-синього кольору. У кантоні розміщені: півмісяць і чотирнадцятипроменева зірка жовтого кольору. Тринадцять червоних і білих смуг символізують тринадцять штатів Малайзії, чотирнадцята смуга символізує федеральний центр. Темно-синій кантон означає єднання народу країни. Півмісяць — символ ісламу. Зірка з чотирнадцятьма променями — символ тринадцяти провінцій і федерального центру, таким чином промені і смуги дублюють один одного. Пропорції прапору: 1:2.                                                                         |
|        | 1965 —             | Прапор Мальдів            | На червоному полотні розміщений зелений прямокутник, на якому розміщено білий півмісяць. Пропорції прапору: 2:3. |
|        | 1992 —             | Прапор Монголії           | Прапор складається з трьох однакових вертикальних смуг червоного, блакитного і червоного кольорів. У центрі червоної смуги, яка найближче до древка, зображена національна емблема «сойомбо» — композиція у вигляді колони, в якій абстрактно представлені вогонь, сонце, місяць, земля, вода і символ їнь-ян. Пропорції прапору: 1:2. |
|        | 2010 —             | Прапор М'янми             | Прапор складається з трьох однакових горизонтальних смуг жовтого, зеленого та червоного кольорів. У центрі прапора розміщено велику білу п'ятипроменеву зірку. Пропорції прапору: 2:3. |
|        | 1962 —             | Прапор Непалу             | Прапор являє собою спрощену комбінацію вимпелів двох гілок влади династії Рана — минулих правителів країни. Синій колір символізує мир, темно-червоний — національний колір Непалу. Два королівських символи символізують надію, що Непал буде існувати завжди, як сонце та місяць. Це єдиний не прямокутний національній прапор у світі. Пропорції прапору: 5:4. |
|        | 1972 —             | Прапор ОАЕ                | Прапор складається з трьох рівнозначних горизонтальних смуг зеленого, білого та чорного кольорів, та однієї вертикальної смуги червоного кольору. Кольори символізують єдність усіх арабів. Пропорції прапору: 1:2. |
|        | 1995 —             | Прапор Оману              | Прапор складається з трьох горизонтальних ліній білого, червоного та зеленого кольорів та червоної вертикальної лінії, на якій розміщено національну емблему Оману (дві перехрещені шаблі, які прикрашає ритуальний кинджал). Білий колір символізує мир та процвітання, зелений — багату природу країни, а червоним — боротьбу за незалежність. Пропорції прапору: 1:2. |
|        | 1947 —             | Прапор Пакистану          | Прапор являє собою зелене полотнище, у лівій частині якого проведена біла вертикальна смуга. У центрі прапору розміщено білі півмісяць та зірку. Пропорції прапору: 2:3. |
|        | 1948 —             | Прапор Південної Кореї    | Прапор являє собою біле полотнище, у центрі якого розміщено емблему, яка відображає погляд на Всесвіт, як єдине ціле: у цій фігурі два елементи їнь і ян об'єднуються та взаємодіють. По боках прапора розміщені триграми. Триграми відображають такі символи (за годинниковою стрількою починаючи з верхньої): небо, південь та літо; місяць, захід, осінь, вода; земля, північ, зима; сонце, схід, весна, вогонь. Чорний колір означає стійкість, справедливість. Пропорції прапору: 2:3. |
|        | 1948 —             | Прапор КНДР               | Зірка символізує революційні традиції. Червоний колір — революційний патріотизм і дух боротьби; білий колір означає чистоту ідеалів; синій — прагнення до об'єднання з революційними силами всього світу в боротьбі за перемогу ідей незалежності, дружби і миру. Пропорції прапору: 1:2. |
|        | 1883 — 1919 1993 — | Прапор Росії              | Прапор Росії було офіційно, прийнято 22 серпня 1991 року. Прапор був піднятий незабаром після розпаду Радянського Союзу. Білий, червоний і синій — панслов'я́нські кольори. |
|        | 1973 —             | Прапор Саудівської Аравії | Прапор являє собою зелене полотнище, у центрі якого білим кольором написана шахада (мусульманський символ віри) та розміщена біла шабля. Зелений колір на прапорі символізує іслам. Шабля символізує справедливість. Пропорції прапору: 2:3. |
|        | 1980 —             | Прапор Сирії              | Прапор складається з трьох рівнозначних горизонтальних смуг червоного, білого та чорного кольорів. У центрі білої смуги розміщено дві зелені п'ятипроменеві зірки, які символізують Єгипет та Сирію — два народи, що ввійшли в Об'єднану Арабську Республіку. Пропорції прапору: 2:3. |
|        | 1959 —             | Прапор Сінгапуру          | Прапор складається з двох однакових смуг: червоної зверху та білої знизу. Червоний колір символізує братерство та рівність людей, а білий — чистоту думок та дій. Зверху на прапорі зображений півмісяць та п'ять зірок, які створюють коло. Півмісяць символізує молоду націю, а зірки — демократію, мир, прогрес, рівність та справедливість. Пропорції прапору: 2:3. |
|        | 2002 —             | Прапор Східного Тимору    | Прапор прямокутний, сформований двома рівнобокими трикутниками, більший з яких прикритий меншим. Один трикутник чорний, він лежить на жовтому трикутнику. У центрі чорного трикутника розташована біла п'ятипроменева зірка. Інша частина прапора червоного кольору. Пропорції прапору: 1:2. |
|        | 1992 —             | Прапор Таджикистану       | Прапор являє собою прямокутне полотнище, що складається з трьох горизонтальних смуг: верхньої смуги червоного кольору і рівної їй по ширині нижньої смуги зеленого кольору, а також середньої білої смуги, що становить півтори ширини бічних смуг. У центрі білої смуги зображена стилізована золота корона і півколо із семи зірок над нею. Пропорції прапору: 1:2. |
|        | 1965 —             | Прапор Таїланду           | Прапор складається з п'яти горизонтальних стрічок червоного, білого та синього кольору. Синя стрічка посередині у два рази ширша за червону і білу стрічки. Кольори на прапорі символізують неофіційний девіз Таїланду: народ-релігія-король. Пропорції прапору: 2:3. |
|        | 1844 —             | Прапор Туреччини          | Прапором Туреччини є червоний прапор з білим півмісяцем і зіркою в центрі. Прапор був прийнятий в 1844 році. Пропорції прапору: 2:3. |
|        | 2001 —             | Прапор Туркменістану      | Прапор являє собою прямокутне полотнище зеленого кольору з вертикальною червоно-бордовою смугою, на якій зображені п'ять національних гелів, з білими півмісяцем і п'ятьма зірками. Кожний з гелів обрамлений килимовим орнаментом, зовнішній край якого сполучений із краями смуги. У нижній частині червоно-бордової смуги зображені дві перехрещені в основі і спрямовані нагору в різні сторони оливкові гілки, які символізують статус постійного нейтралітету Туркменістану. Вони складають разом з килимовими гелями єдину композицію. На більшій зеленій частині в лівому верхньому куті зображені півмісяць і п'ять п'ятипроменевих зірок білого кольору. Пропорції прапору: 2:3. |
|        | 1991 —             | Прапор Узбекистану        | Прапор являє собою прямокутне полотнище зі співвідношенням сторін 1:2 і складається з трьох горизонтальних рівновеликих смуг блакитного, білого і зеленого кольорів. Біла смуга зверху і знизу окантована червоними лініями. На блакитній смузі зображені півмісяць і 12 п'ятикутних зірок білого кольору. 12 зірок репрезентують 12 адміністративних частин (вілоятів) країни. Блакитна смуга символізує небо, біла — справедливість, зелена — гостинність. Дві червоні вузькі смуги символізують силу. Півмісяць символізує відновлення державності та традиційну ісламську культуру, до якої належить більшість населення країни.                                                       |
|        | 1898 —             | Прапор Філіппін           | Прапор складається з двох рівнозначних смуг синього та червоного кольорів, і білого трикутника, на якому розміщено золоті сонце та зірки. Сонце на прапорі символізує свободу та 8 провінцій, які першими піднялись на боротьбу з Іспанією. Зірки символізують три групи островів, які входять у Філіппіни: Лусон, Вісайскі острови, Мінданао. Білий трикутник — символ миру та чистоти. Синій та червоний кольори символізують патріотизм та мужність. Цей прапор єдиний у світі кольори на якому міняються місцями: у воєнний час верхня стрічка — червона, нижня — синя. Пропорції прапору: 1:2.                                                                                        |
|        | 1972 —             | Прапор Шрі-Ланки          | На прапорі зображений золотий лев на червоному полі, який у лапі тримає шаблю. У 1951 році до прапора були додані зелена та рожева стрічки, які символізують мусульманську та індуську меншини, червоне поле представляє буддійську більшість. У 1972 році, коли країна була перейменована на Шрі-Ланку, у кути червоного поля було додано чотири листка фікуса священного. Листки символізують любов, співчуття, взаєморозуміння, та витримку. Пропорції прапору: 4:7. |
|        | 1999 —             | Прапор Японії             | Прапор являє собою біле полотнище з червоним диском посередині. Пропорції прапору: 2:3. |

## Прапори невизнаних та частково визнаних держав
| Прапор | Затверджений | Використання                                 | Опис |
| ------ | ------------ | -------------------------------------------- | --- |
|        | 1992 –       | Прапор Абхазії                               | По довжині прапора розташовано сім рівних по ширині смуг зеленого і білого кольору, що чергуються, з них чотири зелених і три білих. Перша смуга зверху зеленого кольору. У верхньому лівому кутку, біля держака прапора розташований прямокутник пурпурного кольору розміром 0,38 довжини прапора і шириною в три смуги. У центрі пурпурного прямокутника вертикально розташована відкрита долоня правої руки білого кольору. Над долонею півколом розташовано сім п'ятипроменевих зірок білого кольору. |
|        | 1992 –       | Прапор Нагірно-Карабаської Республіки        | Прапор Нагірно-Карабаської Республіки розроблений на основі вірменського триколора — три рівновеликі горизонтальні смуги: червона, синя та помаранчева, що символізує історичну й культурну єдність з Вірменією. Від вірменського прапора прапор НКР відрізняє візерунок білого кольору, який вказує на те, що Нагірно-Карабаська Республіка залишається самостійною державою. |
|        | 1988 –       | Прапор Палестини                             | Прапор складається із трьох горизонтальних смуг однакової ширини (чорний, білий і зелений кольори), на які ліворуч накладений рівнобедрений прямокутний червоний трикутник. Пропорції прапору: 1:2. |
|        | 1990 –       | Прапор Південної Осетії                      | Прапор має три однакові за розміром горизонтальні смуги: біла зверху, червона посередині та жовта знизу. Червоний колір символізує відвагу, жовтий — успіх та розквіт, а білий — моральну чистоту. |
|        | 1984 –       | Прапор Турецької Республіки Північного Кіпру | Прапор Північного Кіпру, частини Кіпру, захопленої в 1974 році Туреччиною, був створений на базі турецького. Червоний і білий колір змінено місцями і додано дві горизонтальні смуги червоного кольору. |
|        | 1928 –       | Прапор Тайваню                               | Прапор складається з елементів, що символізують Синє Небо, Біле Сонце і Цілком Червону Землю. Пропорції прапору: 2:3. |

## Прапори регіонів, автономних і залежних територій
До списку входять прапори автономних, напівавтономних і залежних територій, а також регіонів держав з федеративною та конфедеративною формами правління.

### Зовнішні території Австралії
| Прапор | Затверджений | Використання              | Опис |
| ------ | ------------ | ------------------------- | --- |
|        | 2004 –       | Прапор Кокосових островів | Прапор являє собою полотно зеленого кольору, на якому зображена кокосова пальма, півмісяць та Південний Хрест. Кокосова пальма — це візитна картка території, зелений колір та півмісяць символізують іслам. Пропорції прапору: 1:2. |
|        | 2002 –       | Прапор Острова Різдва     | Прапор являє собою синьо-зелений діагональний біколор. На синій частині прапора розташоване сузір'я Південний Хрест, на зеленій — місцевий тропічний птах «золотий боцман» (лат. Phaethon lepturus fulvus, англ. Golden Bosun), різновид білохвостого фаетона. В центрі прапора у жовтому диску розташований контур острова зеленого кольору. Пропорції прапору: 1:2. |

### Заморські території Великої Британії
| Прапор | Затверджений | Використання                                      | Опис |
| ------ | ------------ | ------------------------------------------------- | --- |
|        | 1960 –       | Акротирі і Декелія                                | Акротирі і Декелія — дві території на острові Кіпр, що знаходяться під суверенітетом Великої Британії. Офіційний прапор територій — Прапор Великої Британії. |
|        | 1990 –       | Прапор Британської території в Індійському океані | Прапор був прийнятий 8 листопада 1990 року, однак до цих пір є напівофіційним. Корона і прапор Великої Британії символізують приналежність до Об'єднаного Королівства, хвилясті сині лінії — хвилі Індійського океану, а кокосова пальма — основну рослинність островів. Пропорції прапору: 1:2. |

### Штати Індії
Більшість індійських штатів не мають офіційно затверджених прапорів. Винятками є штати Джамму й Кашмір та, де-факто, Карнатака і Сіккім.
| Прапор | Затверджений | Використання    | Опис |
| ------ | ------------ | --------------- | --- |
|        | 1972 –       | Джамму й Кашмір | Прапор складається з темно-червоного полотнища, що символізує працю, на якому розміщені білий плуг (символізує сільське господарство) та три білі вертикальні смуги, які представляють три географічні регіони держави: Джамму, Кашмір і Ладакх. Пропорції прапору: 3:2. |
|        | 1965 –       | Карнатака       | Прапор складається з двох рівнозначних горизонтальних смуг жовтого (зверху) та червоного (знизу) кольорів, що відповідно символізують мир та мужність. Прапор не має ніякого правового статусу, проте широко використовується у штаті.                                   |
|        | 1994 –       | Прапор Сіккіму  | Прапор складається з трьох рівнозначних горизонтальних смуг синього, жовтого та червоного кольорів. Прапор не має ніякого правового статусу. |

### Автономний регіон Іраку
| Прапор | Затверджений | Використання                 | Опис |
| ------ | ------------ | ---------------------------- | --- |
|        | 1992 –       | Прапор Іракського Курдистану | Прапор складається з трьох рівнозначних горизонтальних смуг червоного, білого та зеленого кольорів. У центрі прапора розміщено золоту емблему сонця з 21 променем. Червоний колір символізує кров курдських мучеників у тривалій боротьбі за курдську свободу і гідність, зелений — красу ландшафтів і пейзажів Курдистану, білий — мир та рівність, жовтий — початок життя і світло для людей. Пропорції прапору: 2:3. |

### Особливі адміністративні райони КНР
| Прапор | Затверджений | Використання    | Опис |
| ------ | ------------ | --------------- | --- |
|        | 1990 –       | Прапор Гонконгу | Прапор являє собою стилізовану білу квітку Гонконгської орхідеї з п'ятьма пелюстками на червоному тлі. У кожній пелюстці зображена червона зірка, від якої до центру відходить червона вигнута лінія, яка разом із зіркою нагадує тичинки квітки. Пропорції прапору: 2:3.      |
|        | 1999 –       | Прапор Макао    | Прапор складається з світло- зеленого полотнища, у центрі якого розміщено білу квітку лотоса та воду, зображену білими лініями. Над квіткою розташовано дугу з п'яти золотих п'ятипроменевих зірок: однією великою в центрі дуги і чотирьох маленьких. Пропорції прапору: 2:3. |

### Малайзія

#### Федеральні території Малайзії
| Прапор | Затверджений | Використання | Опис |
| ------ | ------------ | ------------ | --- |
|        | 1990 –       | Куала-Лумпур | Прапор являє собою полотнище, що складається з трьох частин. Середня частина синього кольору з жовтими півмісяцем і 14-ти променевою зіркою біля древкового краю. Дві інші частини мають по шість смуг (три червоні і три білі) кожна. Пропорції прапору: 1:2. |
|        | 1963 –       | Лабуан       | Прапор являє собою полотнище з трьох рівнозначних горизонтальних смуг. Верхня — червоного, середня — білого, нижня — синього кольорів. У центрі розташовані жовті півмісяць і 14-ти променева зірка. Пропорції прапору: 1:2.                                   |
|        | 2001 –       | Путраджая    | Прапор складається з трьох вертикальних смуг жовтого (посередині) та синього (з боків) кольорів, що відповідно символізують владу та народ Малайзії. У центрі прапору розміщено герб Малайзії. Пропорції прапору: 1:2.                                         |

#### Штати Малайзії
| Прапор | Затверджений | Використання    | Опис |
| ------ | ------------ | --------------- | --- |
|        | 1870 –       | Джохор          | Прапор являє собою полотнище синього кольору з червоним кантоном, на якому розташовані білі півмісяць і п'ятипроменева зірка, трохи нахилені вниз. Білий і синій — кольори королівської влади та уряду. Півмісяць і синій колір також символізують іслам і Всесвіт відповідно. Червоний колір символізує касту воїнів Хулабаланг. Пропорції прапору: 1:2.                                                                                           |
|        | 1912 –       | Кедах           | На червоному полотнищі на кантоні розташований герб штату. Червоний колір символізує процвітання і є традиційним кольором князівства Кедах. Щит символізує владу султана, півмісяць — іслам, вінок — сільське господарство. Пропорції прапору: 1:2. |
|        | 1924 –       | Келантан        | На червоному полотнищі в центрі розташовані деталі герба штату: білі півмісяць, зірка, дві піки і два кинджала. Червоний колір символізує чесність народу і його довіру до влади. Піки та кинджали — силу правителя і його святість. Півмісяць і зірка є символами ісламу. Пропорції прапору: 1:2. |
|        | 1961 –       | Малакка         | Червоні, сині, білі і жовті кольори прапора говорять про те, що Малакка є частиною Малайзії. Півмісяць і п'ятипроменева зірка символізують іслам. Пропорції прапору: 1:2. |
|        | 1895 –       | Негері-Сембелан | Прапор являє собою прямокутне жовте полотнище з кантоном, який складається з червоного (зверху) і чорного (знизу) трикутників. Жовте полотнище символізує правителя, червоний — його підданих, а чорний — символ ундангів (малай. undang) — правителів чотирьох найбільших мінангкабауських князівств, з яких був створений Негрі-Сембілан. Пропорції прапору: 1:2.                                                                                 |
|        | 1903 –       | Паханг          | Прапор являє собою прямокутне полотнище, яке складається з двох рівновеликих горизонтальних смуг: верхньої — білого, і нижньої — чорного кольорів. Чорний колір символізує велич скарбника (малай. Bendahara), нагадуючи про те, що минулі правителі Пахангу були скарбниками. Білий колір символізує правителя — раджу (малай. Raja). Пропорції прапору: 1:2.                                                                                      |
|        | 1957 –       | Пенанг          | Прапор являє собою прямокутне полотнище, яке складається з трьох рівновеликих вертикальних смуг синього, білого і жовтого кольорів. У центрі прапора на білій смузі зображена пальма. Пальма катеху на місцевому діалекті називається Пенанг — це дало назву штату. Блакитна смуга символізує море, біла — острів, жовта — процвітання. Пропорції прапору: 1:2.                                                                                     |
|        | 1879 –       | Перак           | Прапор являє собою прямокутне полотнище, яке складається з трьох горизонтальних рівновеликих смуг: верхньої — білого, середньої — жовтого, і нижньої — чорного кольорів. Біла смуга символізувала правителя (малай. Yang Di Per Tuan), жовта — «молодшого правителя» (малай. Raja Muda) і чорна — першого міністра (правителя-скарбника, малай. Raja Bandahara, що є другим спадкоємцем трону після «молодшого правителя»). Пропорції прапору: 1:2. |
|        | 1870 –       | Перліс          | Прапор складається з двох рівнозначних горизонтальних смуг жовтого та синього кольорів. Жовтий колір символізує владу штату, синій — представляє народ. Таким чином, прапор символізує єдність правителя і народу Перлісу. Пропорції прапору: 1:2. |
|        | 1988 –       | Сабах           | Прапор складається з трьох рівнозначних горизонтальних смуг (світло-синього, білого та червоного кольорів) та кантону з силуетом гори Кінабалу (4101 м). Це єдиний прапор у світі, який містить три відтінки синього кольору: королівський синій (силует гори), льодистий синій (кантон) і цирконієвий синій (верхня смуга). Пропорції прапору: 1:2.                                                                                                |
|        | 1988 –       | Саравак         | На жовтому полотнищі зображено дві паралельні (червона і чорна) діагональні смуги, проведені з лівого верхнього кута в протилежний, і жовта девятикінечна зірка. Пропорції прапору: 1:2. |
|        | 1965 –       | Селангор        | Являє собою прямокутне полотнище, яке складається з чотирьох рівновеликих прямокутників — двох червоних і двох жовтих. У червоному прямокутнику у верхньому лівому куті зображені білий півмісяць і біла п'ятипроменева зірка. Жовтий і червоний кольори символізують плоть і кров. Півмісяць і зірка є символами ісламу, білий представляє чистоту. Пропорції прапору: 1:2.                                                                        |
|        | 1947 –       | Тренгану        | Прапор являє собою чорне полотнище з товстою білою облямівкою і з білими півмісяцем і п'ятипроменевою зіркою в центрі. Чорний колір символізує народ Тренгану, білий — султана. Таким чином, прапор символізує захист султана своїх підданих. Пропорції прапору: 1:2. |

### М'янма

#### Адміністративні області М'янми
| Прапор | Затверджений | Використання | Опис |
| ------ | ------------ | ------------ | --- |
|        | –            | Іраваді      | Прапор являє собою біле полотнище з трьома синіми горизонтальними хвилястими лініями. У центрі прапору розміщено прямокутник з контурами регіону. Над ним — назва регіону бірманською мовою. Пропорції прапору: 3:5.                                    |
|        | –            | Магуе        | Прапор являє собою полотнище помаранчевого кольору з розташованою в центрі назвою регіону бірманською мовою. Пропорції прапору: 2:3. |
|        | –            | Мандалай     | Прапор являє собою полотнище помаранчевого кольору з розташованою в центрі емблемою та назвою регіону бірманською мовою червоного кольору. Емблема складається з силуету вату (храмовий комплекс) та чотирьох рисових колосків. Пропорції прапору: 2:3. |
|        | –            | Пегу         | Прапор являє собою синє полотнище, у центрі якого розташовані жовтий півень та назва регіону бірманською мовою. Пропорції прапору: 2:3. |
|        | –            | Сікайн       | Прапор являє собою полотнище зеленого кольору з розташованими в центрі жовтим левом та назвою регіону бірманською мовою. Пропорції прапору: 2:3. |
|        | –            | Танінтаї     | Прапор являє собою полотнище синього кольору з розташованою в центрі назвою регіону бірманською мовою помаранчевого кольору. Пропорції прапору: 2:3. |
|        | –            | Янгон        | Прапор являє собою полотнище синього кольору з червоною зіркою в лавровому вінку у центрі та білою стрічкою з назвою регіону бірманською мовою. Пропорції прапору: 2:3.                                                                                 |

#### Штати М'янми
| Прапор | Затверджений | Використання | Опис |
| ------ | ------------ | ------------ | --- |
|        | 1993 –       | Карен        | Прапор являє собою горизонтальний триколор зі смугами синього, білого та червоного кольорів. На синій смузі, у лівому куті розміщено білу п'ятипроменеву зірку. Пропорції прапору: 1:2. |
|        | –            | Качин        | Прапор являє собою полотнище синього кольору з розташованим в центрі колом з силуетом гори Кхакаборазі. Пропорції прапору: 2:3. |
|        | –            | Кая          | Прапор являє собою горизонтальний триколор зі смугами червоного, синього та зеленого кольорів. На червоній смузі розміщено синій кантон з білою емблемою. Це елементи колишнього прапору М'янми (1973—2010 рр.). У центрі прапору розміщено танцівницю жовтого (золотого) кольору. Пропорції прапору: 2:3. |
|        | –            | Мон          | Прапор являє собою полотнище синього кольору з розташованим в центрі півнем золотого кольору та назвою регіону бірманською мовою білого кольору. Пропорції прапору: 2:3. |
|        | –            | Ракхайн      | Прапор складається з двох рівнозначних горизонтальних смуг білого та червоного кольорів, у центрі якого розміщено синій диск з білою емблемою. Пропорції прапору: 2:3. |
|        | –            | Чин          | Прапор являє собою горизонтальний триколор зі смугами синього, червоного та зеленого кольорів, у центрі якого розміщено білий диск з золотим Птахом-носорогом на зеленій гілці. Навколо диску — 9 білих зірок. Пропорції прапору: 2:3.                                                                     |
|        | 1993 –       | Шан          | Прапор являє собою горизонтальний триколор зі смугами помаранчевого, зеленого та червоного кольорів, у центрі якого розміщено білий (срібний) диск, що символізує місяць. Пропорції прапору: 1:2. |

### ОАЕ
| Прапор | Затверджений | Використання   | Опис |
| ------ | ------------ | -------------- | --- |
|        | 1969 –       | Абу-Дабі       | Прапор являє собою полотнище червоного кольору з білим кантоном. Пропорції прапору: 1:2. |
|        | –            | Аджман         | Прапор являє собою полотнище червоного кольору з білою смугою, яка складає 1/4 ширини прапора. Пропорції прапору: 1:2.                                                                                 |
|        | –            | Дубай          | Прапор аналогічний прапору Аджману і являє собою полотнище червоного кольору з білою смугою, яка складає 1/4 ширини прапора. Пропорції прапору: 1:2.                                                   |
|        | 1975 –       | Фуджейра       | Прапором емірату є прапор ОАЕ, який складається з трьох рівнозначних горизонтальних смуг зеленого, білого та чорного кольорів, та однієї вертикальної смуги червоного кольору. Пропорції прапору: 1:2. |
|        | –            | Рас-ель-Хайма  | Прапор являє собою великий червоний прямокутник на білому тлі. Пропорції прапору: 1:2. |
|        | 1961 –       | Умм-ель-Кувейн | Прапор являє собою полотнище червоного кольору з білою смугою, яка складає 1/4 ширини прапора. На червоній частині прапора розташовані білі зірка та півмісяць. Пропорції прапору: 1:2.                |
|        | –            | Шарджа         | Прапор являє собою великий червоний прямокутник на білому тлі. Пропорції прапору: 1:2. |

### Провінції та території Пакистану
| Прапор | Затверджений | Використання     | Опис |
| ------ | ------------ | ---------------- | --- |
|        | 1975 –       | Азад Кашмір      | На прапорі зображені пакистанські національні кольори: білий і темно-зелений; з півмісяцем і зіркою, що символізує мусульманську більшість; і кантоном помаранчевого кольору, що символізує буддистів, індуїстів, сикхів та інших меншин регіону. Чотири білі смуги символізують головні річки регіону Кашмір: Інд, Джелам, Чинаб і Раві. П'ять зелених смуг символізують п'ять географічних регіонів спірної території: Балтистан, Гілгіт, Джамму, долину Кашміру і Ладакх. Пропорції прапору: 23:31. |
|        | –            | Белуджистан      | Прапор являє собою полотнище темно-зеленого кольору з білою емблемою регіону в центрі. На емблемі зображені стилізовані гори цієї безплідної провінції і головний вид транспорту — одногорбий верблюд. |
|        | –            | Зона племен      | Прапор являє собою полотнище темно-зеленого кольору з білою емблемою регіону в центрі. |
|        | –            | Ісламабад        | Прапор з білого перев'язу, що ділить його на симетричні трикутники темно-зеленого та чорного кольорів. У темно-зеленому трикутнику розміщено зірку і півмісяць, які взяті з національного прапору. |
|        | –            | Пенджаб          | Прапор являє собою полотнище темно-зеленого кольору з білою емблемою регіону в центрі. На емблемі зображені стилізовані природні ресурси Пенджабу: пшеничні колоски і п'ять річок, які дають провінції свою назву перською (від Punj = П'ять, Aab = вода). |
|        | –            | Сінд             | Прапор являє собою полотнище темно-зеленого кольору з білою емблемою регіону в центрі. |
|        | –            | Хайбер-Пахтунхва | Прапор являє собою полотнище темно-зеленого кольору з білою емблемою регіону в центрі. На емблемі зображені стилізовані гори і форт Джамруд, який охороняє Хайберський прохід. |

### Росія

#### Автономна область Росії
| Прапор | Затверджений | Використання                         | Опис |
| ------ | ------------ | ------------------------------------ | --- |
|        | 1996 –       | Прапор Єврейської автономної області | Прапор являє собою біле прямокутне полотнище, на горизонтальній осі якого розташована кольорова смуга, що символізує веселку. Смуга складається з семи вузьких горизонтальних смужок: червоної, помаранчевої, жовтої, зеленої, блакитної, синьої й фіолетової (ширина кожної з яких рівна 1/40 ширини прапора), розділених між собою вузькими білими горизонтальними смужками (ширина кожної з яких рівна 1/120 ширини прапора). Пропорції прапору: 2:3. |

#### Автономні округи Росії
| Прапор | Затверджений | Використання                                        | Опис |
| ------ | ------------ | --------------------------------------------------- | --- |
|        | 2003 –       | Прапор Ненецького автономного округу                | Прапор є полотнищем, розділеним на три нерівні смуги — білу, синю і зелену. Вгорі синя смуга обмежена орнаментом геометрично правильних фігур, традиційних в культурі народів Півночі. Пропорції прапору: 2:3.                                                                                       |
|        | 1995 –       | Прапор Ханти-Мансійського автономного округу — Югри | Прапор є прямокутним полотнищем, розділеним по горизонталі на дві рівновеликі смуги (верхня — синьо-блакитна, нижня — зелена), завершене по вертикалі прямокутною смугою білого кольору. У лівій верхній частині полотна розташований елемент білого кольору з герба округу. Пропорції прапору: 1:2. |
|        | 1997 –       | Прапор Чукотського автономного округу               | Прапор є прямокутним полотнищем синього кольору з білим трикутником, розташованим підставою до ратища, вістрям — у центр полотнища. У центрі білого трикутника розташовано символіку Державного прапора Російської Федерації в жовтій окантовці у вигляді кільця. Пропорції прапору: 2:3.            |
|        | 1997 –       | Прапор Ямало-Ненецького автономного округу          | Прапор є прямокутним полотнищем яскравого синьо-блакитного кольору, від нижнього краю якого проходить білий-синьо-червоний горизонтальний малюнок у вигляді орнаменту «Оленячі роги». Пропорції прапору: 2:3.                                                                                        |

#### Республіки Росії
| Прапор | Затверджений | Використання           | Опис |
| ------ | ------------ | ---------------------- | --- |
|        | 1992 –       | Прапор Бурятії         | Прапор являє собою прямокутне полотнище, що складається із трьох горизонтально розташованих смуг: верхньої — синього, середньої — білого і нижньої — жовтого кольорів. У лівому верхньому куті синьої частини полотнища зображений жовтим кольором традиційний символ Бурятії — сойомбо, що являє собою зображення місяця, сонця й вогнища. Пропорції прапору: 2:3. |
|        | 1994 –       | Прапор Республіки Комі | Прапор складається з трьох рівнозначних горизонтальних смуг синього, зеленого і білого кольорів. Пропорції прапору: 2:3. |
|        | 1992 –       | Прапор Саха (Якутії)   | Прапор являє собою прямокутне полотнище, що складається із чотирьох різновеликих горизонтальних смуг блакитного, білого, червоного й зеленого кольорів. Посередині блакитної смуги розташоване коло білого кольору. Блакитний колір є символом свободи та надії, білий — суворої краси півночі та цілеспрямованості, червоний — життя та пам'яті про минулі покоління, зелений — братерства, тайги, літа та тюркських коренів якутського народу. Коло — це біле сонце, що займає важливе місце у якутській міфології (якути вважають себе «дітьми білого сонця»). Пропорції прапору: 1:2. |
|        | 1992 –       | Прапор Туви            | Прапором є блакитне прямокутне полотнище з похилими білими й блакитними смугами, що виходять із верхнього й нижнього кутів з боку ратища. Блакитні смуги з'єднуються в одну, що проходить посередині прапора. Трикутник, утворений білими смугами на лівому краї прапора, має золотий колір. Пропорції прапору: 1:2. |
|        | 2003 –       | Прапор Хакасії         | Прапор являє собою прямокутне полотнище, що складається із чотирьох смуг. Три рівновеликі смуги розташовані горизонтально в послідовності: верхня — синього, середня — білого й нижня — червоного кольорів. Четверта смуга зеленого кольору розташовується вертикально, безпосередньо біля древка, поєднуючи горизонтальні смуги. У середині зеленої смуги зображений солярний знак золотавого кольору. Пропорції прапору: 1:2. |

### Автономна область Таджикистану
| Прапор | Затверджений | Використання                         | Опис |
| ------ | ------------ | ------------------------------------ | --- |
|        | –            | Горно-Бадахшанська автономна область | Прапор являє собою зелене прямокутне полотнище з червоним перев'язом. у центрі прапору розміщено стилізовану корона Ага-хана золотого кольору. |

### Автономна область Узбекистану
| Прапор | Затверджений | Використання   | Опис |
| ------ | ------------ | -------------- | --- |
|        | 1991 –       | Каракалпакстан | Прапор являє собою прямокутне полотнище зі співвідношенням сторін 1:2 і складається з трьох горизонтальних рівновеликих смуг блакитного, золотого і зеленого кольорів. Золота смуга зверху і знизу окантована червоними лініями. На блакитній смузі зображені півмісяць і 5 п'ятипроменевих зірок білого кольору. |

## Див.також
- Прапори незалежних держав
- Прапори Африки
- Прапори Європи
- Прапори Південної Америки
- Прапори Північної Америки
- Прапори Океанії